# کاسمالا (رود)
کاسمالا (به لاتین: Kasmala) یک رود در روسیه است که در سرزمین آلتای واقع شده‌است.